# Judd Bankert
Judd Bankert (* 9. September 1949) ist ein früherer guamischer Biathlet.
Judd Bankert ist US-amerikanischer Staatsbürger. Er arbeitete zunächst als Rechnungsleger (certified public accountant) in Detroit. 1981 ging er als Computerberater nach Guam. Als das Olympische Komitee Starter für die Olympischen Winterspiele 1984 in Sarajevo suchte, begann Bankert mit dem Skilanglauf. Dafür zog er nach Bellingham im Bundesstaat Washington, wo er ein Jahr lang mit dem Western Washington University cross-country ski team trainierte. Später trainierte er in West Yellowstone mit dem US-Nationalkader. Schließlich konnte Bankert für Guam an den Olympischen Winterspielen 1988 von Calgary teilnehmen und wurde dort im Sprint vor Elliot Archilla 71. und Vorletzter. Wie Archilla, der für Puerto Rico antrat, war Bankert einziger Biathlet seines NOKs, der je an Olympischen Spielen teilnahm. Nach den Spielen lebte er noch für kurze Zeit auf Guam, zog dann wieder zurück in die USA und ließ sich in Staunton nieder. 1996 war er Mitorganisator eines Unternehmens, das versuchte als Stampeders den Klondike-Goldrausch in einer mehrmonatigen Veranstaltung nachzustellen.